# Kerschenberg (Gemeinde Asperhofen)

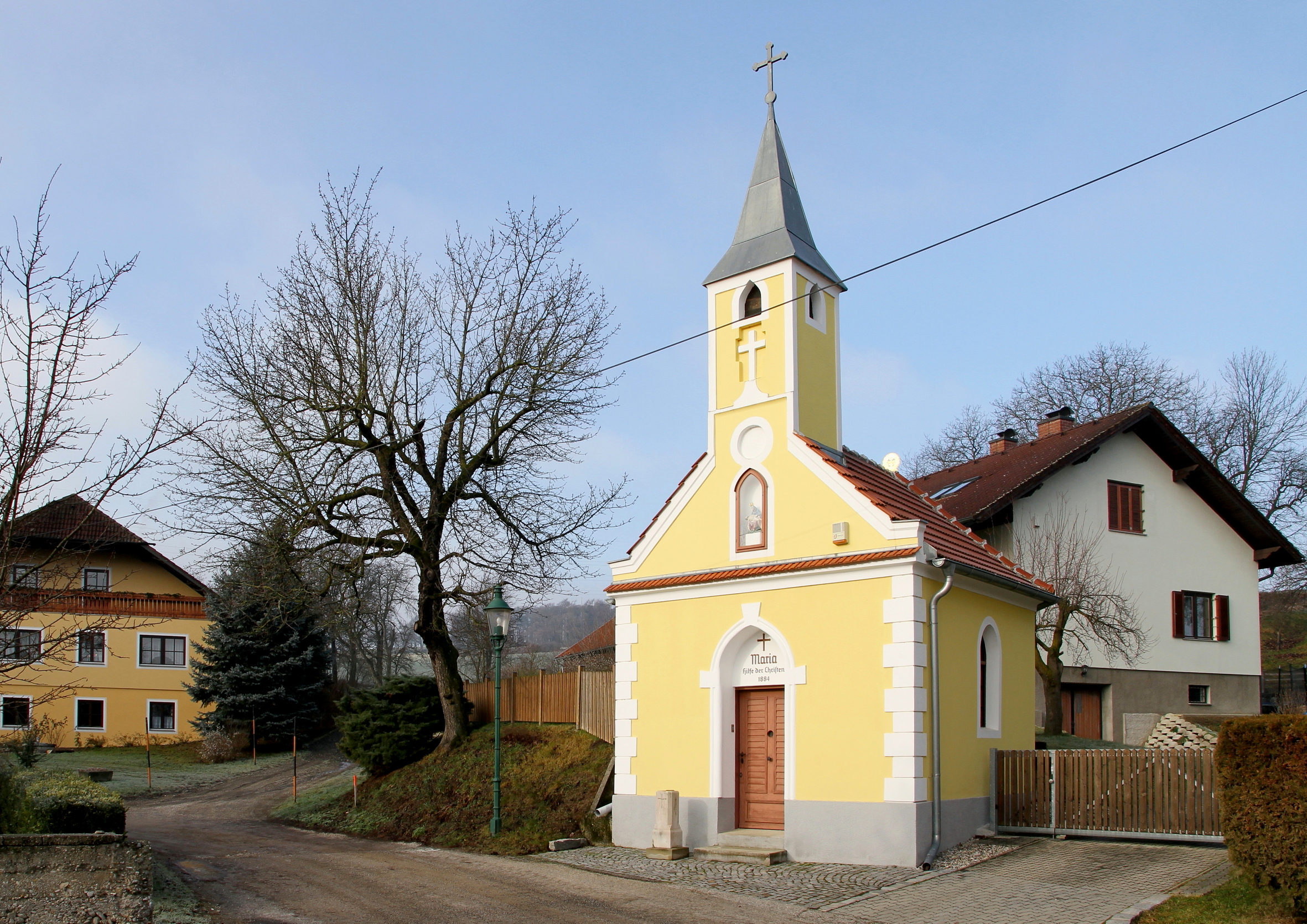
Ortskapelle der hl. Corona

Kerschenberg ist eine Ortschaft und eine Katastralgemeinde der Marktgemeinde Asperhofen in Niederösterreich. Die Ortschaft hat 23 Einwohner (1. Jänner 2024).

## Geografie
Der kleine Weiler liegt 4 Kilometer südwestlich von Asperhofen und ist über die Landesstraße L2272 erreichbar. Kerschenberg besteht aus einem landwirtschaftlichen Anwesen und mehreren Einfamilienhäusern.

## Geschichte
Im Franziszeischen Kataster von 1821 ist Kerschenberg mit vier verzeichnet. Die neugotische Ortskapelle aus dem Jahre 1884 ist der hl. Corona geweiht und mit einem Dachreiter mit Pyramidenhelm bekrönt. Laut Adressbuch von Österreich waren im Jahr 1938 in Kerschenberg einige Landwirte ansässig.
Östlich von Kerschenberg liegt das Sägewerk Griesmühle.

## Persönlichkeiten
- Johann Ofner (1876–1947), Bauernvertreter, Bürgermeister und NS-Opfer